# قصة البلوغ

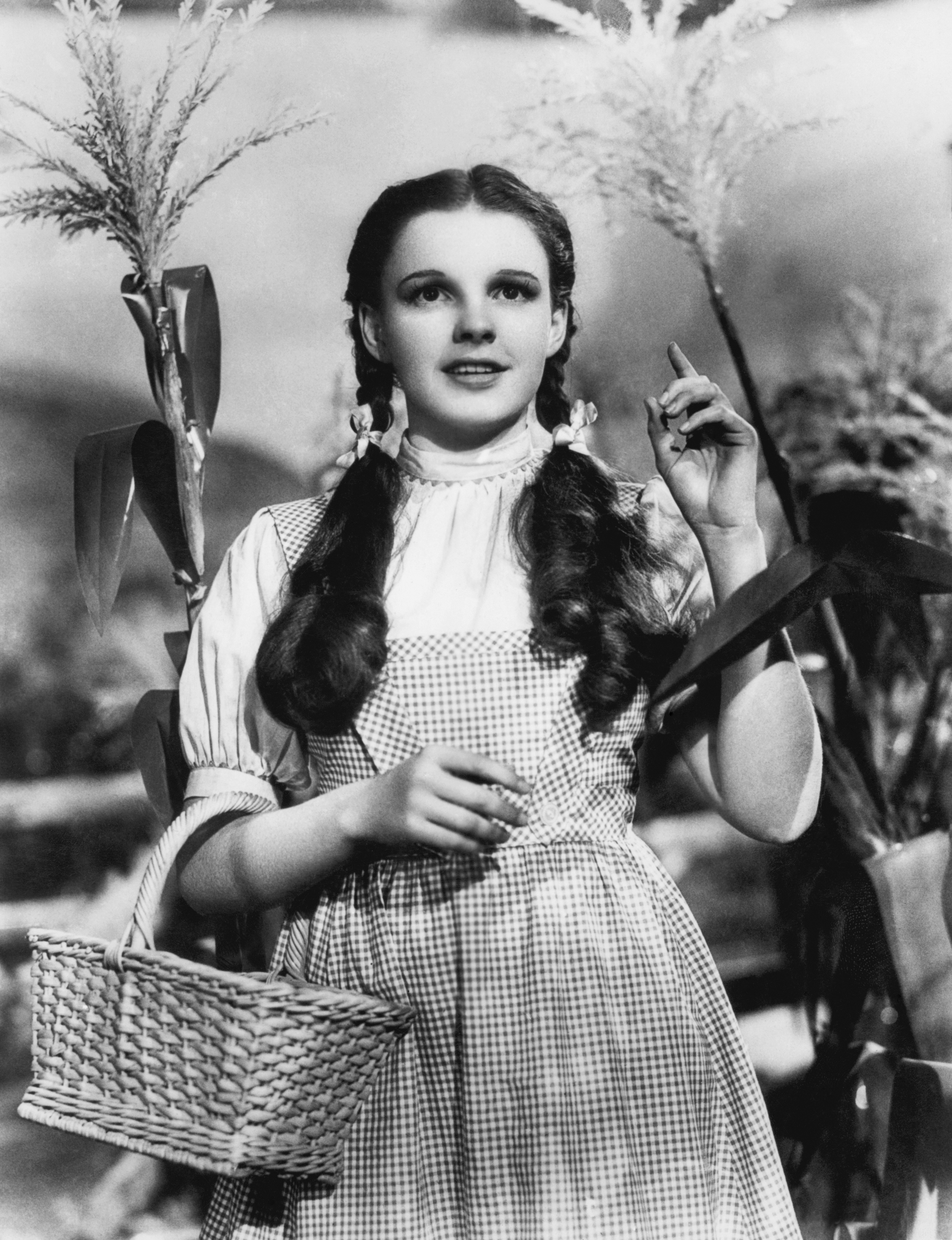
ساحر أوز جودي جارلاند

مدرجة في دراسات النوع الفني، قصة البلوغ  هي نوع فني من الأدب والأفلام التي تركز على نضوج بطل القصة من سن الصغر حتى سن البلوغ. تميل إلى تأكيد الحوار أو الحوار الداخلي على الافعال، وغالبا ما تتموضع في الماضي. المواضيع في قصص البلوغ عادة ما تكون من المراهقين. (Bildungsroman) أو القصة التثقيفية هي إحدى المناحي والفروع المعينة بقصة البلوغ.

## في الأدب
- الكتب الاربعة الأولى من ملحمة الأوديسة لهوميروس (القرن الثامن قبل الميلاد).
- حي بن يقظان لابن طفيل (القرن 12 ميلادي)H[1]
- تاريخ توم جونز اللقيط  لـ هنري فيلدنغ.
- حياة واراء تريستان شادي المحترم، لـ لورنس ستيرن[2]
- كانديد لـ فولتير
- جيمس جويس في رواية صورة الفنان في شبابهe[3]
- الحارس في حقل الشوفان لـ  جيروم ديفيد سالينغر
- جرة الجرس لـ سيلفيا بلاث
- في يوم لن تموت به الخنازير لـ روبرت نيوتن بيك

## في الافلام
في أفلام البلوغ هذا النوع من أفلام المراهقين تركز على النضوج أو التحول النفسي والاخلاقي لبطل القصة من سن الصغر حتى سن البلوغ. النضوج الشخصي والتغير هو سمة مميزة لهذا النوع من الافلام، حيث انه يعتمد على الحوار والردود العاطفية بدلا من الافعال. الشخصية الرئيسية عادة ما تكون ذكراً، حوالي  منتصف المراهقة والقصة غالبا ما تروى بطريقة الفلاشباك (الاسرتجاع الفني). أقل شيوعاً من الرويات، مواضيع نمو وتطوير الهوية الجنسية والآراء السياسية غالباً ما تصور في افلام البلوغ، لذلك يوجد أيضا نمو فلسفي. تلك المواضيع الجنسية غالباً ما تُمثل بطريقة هزلية أو فكاهية.
أفلا م من هذ النوع مثل American Graffiti (1973), The Last American Virgin (1982), Mischief (1985), The Breakfast Club (1985), Mermaids (1990), Stand by Me (1986), Empire of the Sun (1987), Dazed and Confused (1993), Almost Famous (2000), Y Tu Mamá También (2001), The Motorcycle Diaries (2003), The Perks of Being a Wallflower (2012), The Kings of Summer (2013), Boyhood (2014), والذي صُور مع نفس الطاقم لمدة 12 عاماً، وMoonlight (2016). أفلام تصور أبطال القصة في فئة عمرية محددة، مثل ماقبل المراهقة، are The Sandlot (1993) و My Girl (1991), أو خريجي المدرسة الثانوية وطلاب الجامعات، أفلام مثل American Pie (1999), Can't Hardly Wait (1998), Superbad (2007), An Education (2009), (1994), Boyhood (2014), Mud (2012), Moonlight (2016).

## في التلفاز
مسلسلات البلوغ التلفزيونية مثل The Wonder Years, Boy Meets World, Happy Days, Freaks and Geeks, Malcolm in the Middle, and Girl Meets World.